# Weifang
Weifang léase Uéi-Fang (en chino: 潍坊市,pinyin: Wéifāng shì) es una ciudad-prefectura en la provincia de Shandong, República Popular China. Limita al norte con Dongying, al sur con Qingdao, al oeste con Zibo y al este con la Yantai. Su área es de 15 800 km² y su población de 9 086 200 (2010).

## Administración
La ciudad prefectura de Weifang se divide en  4 distritos, 6 ciudades-municipio y 2 condados:
- Distrito Weicheng  (潍城区)
- Distrito Kuiwen (奎文区)
- Distrito Fangzi (坊子区)
- Distrito Hanting (寒亭区)
- Ciudad Qingzhou  (青州市)
- Ciudad Zhucheng  (诸城市)
- Ciudad Shouguang  (寿光市)
- Ciudad Anqiu  (安丘市)
- Ciudad Gaomi (高密市)
- Ciudad Changyi (昌邑市)
- Condado Changle (昌乐县)
- Condado Linqu  (临朐县)

## Economía
En la ciudad se encuentra la sede de la empresa y la fábrica Weichai, especializada en la investigación, el desarrollo, fabricación y venta de motores diésel. Es famosa por la producción de madera y la fabricación de cometas. Weifáng se considera como la "Capital Internacional de Cometas y sede de la Federación Internacional de Cometas" y tiene un festival internacional de cometas  cada año en primavera.

## Clima
Weifang está a corta distancia de ciudades importantes como Jinan y Zibo hacia el oeste, Yantai al noreste y Qingdao, al sureste. La región tiene un monzón influenciado por el clima de cuatro estaciones, en el límite entre continental húmedo y subtropical húmedo, con veranos cálidos y húmedos e inviernos fríos pero secos. La temperatura media anual es de 12C siendo julio es el mes más cálido con 26C y enero el más frío con 15C. Más del 70% de la precipitación anual ocurre de junio a septiembre, y el sol es generalmente abundante durante todo el año.
| Parámetros climáticos promedio de Weifáng (1971−2000) | Parámetros climáticos promedio de Weifáng (1971−2000) | Parámetros climáticos promedio de Weifáng (1971−2000) | Parámetros climáticos promedio de Weifáng (1971−2000) | Parámetros climáticos promedio de Weifáng (1971−2000) | Parámetros climáticos promedio de Weifáng (1971−2000) | Parámetros climáticos promedio de Weifáng (1971−2000) | Parámetros climáticos promedio de Weifáng (1971−2000) | Parámetros climáticos promedio de Weifáng (1971−2000) | Parámetros climáticos promedio de Weifáng (1971−2000) | Parámetros climáticos promedio de Weifáng (1971−2000) | Parámetros climáticos promedio de Weifáng (1971−2000) | Parámetros climáticos promedio de Weifáng (1971−2000) | Parámetros climáticos promedio de Weifáng (1971−2000) |
| Mes                                                   | Ene.                                                  | Feb.                                                  | Mar.                                                  | Abr.                                                  | May.                                                  | Jun.                                                  | Jul.                                                  | Ago.                                                  | Sep.                                                  | Oct.                                                  | Nov.                                                  | Dic.                                                  | Anual                                                 |
| ----------------------------------------------------- | ----------------------------------------------------- | ----------------------------------------------------- | ----------------------------------------------------- | ----------------------------------------------------- | ----------------------------------------------------- | ----------------------------------------------------- | ----------------------------------------------------- | ----------------------------------------------------- | ----------------------------------------------------- | ----------------------------------------------------- | ----------------------------------------------------- | ----------------------------------------------------- | ----------------------------------------------------- |
| Temp. máx. media (°C)                                 | 3.1                                                   | 5.8                                                   | 12.3                                                  | 20.2                                                  | 25.8                                                  | 30.1                                                  | 31.2                                                  | 30.1                                                  | 26.6                                                  | 20.7                                                  | 12.6                                                  | 5.7                                                   | 18.7                                                  |
| Temp. mín. media (°C)                                 | −7.3                                                  | −5.3                                                  | 0.0                                                   | 6.9                                                   | 12.4                                                  | 18.1                                                  | 22.0                                                  | 21.1                                                  | 15.3                                                  | 8.9                                                   | 1.5                                                   | −4.6                                                  | 7.4                                                   |
| Precipitación total (mm)                              | 7.0                                                   | 11.6                                                  | 15.9                                                  | 25.8                                                  | 39.8                                                  | 76.5                                                  | 155.2                                                 | 127.1                                                 | 61.2                                                  | 39.1                                                  | 19.1                                                  | 10.0                                                  | 588.3                                                 |
| Días de precipitaciones (≥ 0.1 mm)                    | 3.4                                                   | 3.9                                                   | 4.0                                                   | 5.6                                                   | 6.4                                                   | 8.4                                                   | 12.5                                                  | 10.2                                                  | 6.8                                                   | 5.9                                                   | 4.8                                                   | 3.7                                                   | 75.6                                                  |
| Horas de sol                                          | 176.4                                                 | 176.1                                                 | 215.6                                                 | 241.9                                                 | 267.7                                                 | 241.8                                                 | 208.8                                                 | 221.1                                                 | 222.9                                                 | 211.5                                                 | 179.6                                                 | 172.9                                                 | 2536.3                                                |
| Humedad relativa (%)                                  | 63                                                    | 61                                                    | 58                                                    | 58                                                    | 62                                                    | 66                                                    | 80                                                    | 81                                                    | 73                                                    | 69                                                    | 67                                                    | 64                                                    | 66.8                                                  |
| Fuente: China Meteorological Administration           |                                                       |                                                       |                                                       |                                                       |                                                       |                                                       |                                                       |                                                       |                                                       |                                                       |                                                       |                                                       |                                                       |